# Veronica Franco

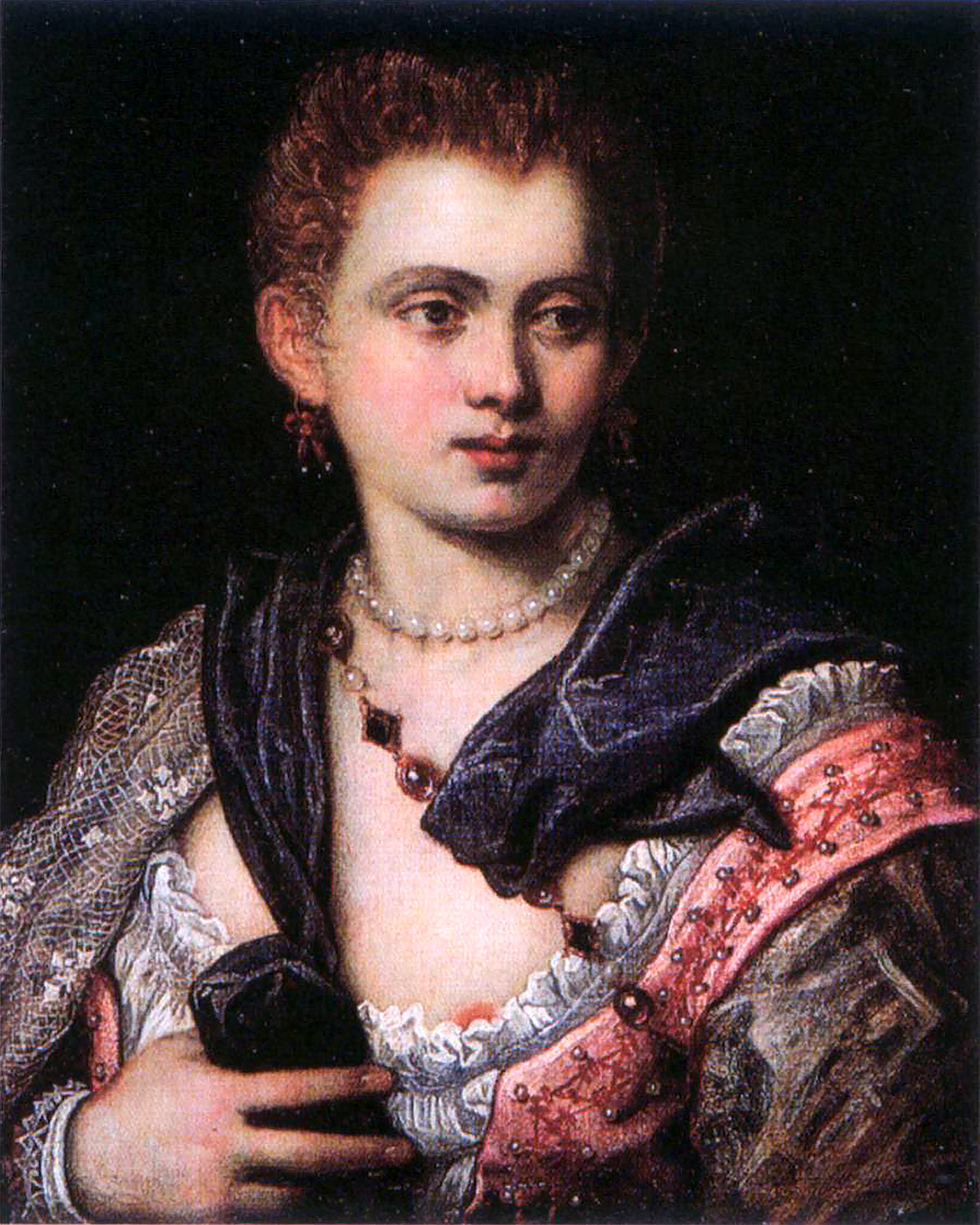
Jacopo Tintoretto: Porträt von Veronica Franco (1575); Öl auf Leinwand, Kunstmuseum Worcester (Massachusetts)

Veronica Franco (* 25. März 1546 in Venedig; † 22. Juli 1591 ebenda) war eine Dichterin der italienischen Renaissance und bekannteste Kurtisane ihrer Zeit.

## Leben
Veronica war eine Tochter einer cortigiana onesta, einer intellektuellen Kurtisane, und erlernte die Kunst von ihrer Mutter schon in jungen Jahren. Im Alter von 18 Jahren heiratete sie 1564 einen wohlhabenden Arzt. Doch die Ehe war nicht glücklich und Veronica verließ bald ihren Ehemann. 1565 wurde sie in Il Catalogo Di tutte le principale und Più honorate cortigiane Di Venezia verzeichnet, der die Namen, Adressen, und Preise von Venedigs angesehensten Prostituierten frei gab.
Sie widmete sich unter anderem dem Studium der Philosophie. Zu ihren Freunden zählten Dichter und Maler. In dieser Zeit entstand das Porträt von Jacopo Tintoretto. Vor den 1570er Jahren war sie ein Teil von einem der renommierteren literarischen Zirkel der Stadt, sie nahm an Diskussionen teil und trug zu Anthologien der Dichtung bei. 
1575 erschienen ihre Liebesgedichte Terze rime. Im selben Jahr brach die Pest aus und sie floh mit ihren Kindern aus der Stadt. Zwei Jahre später kehrte sie nach Venedig zurück. 1580 veröffentlichte Veronica Franco ihre Lettere familiari a diversi, sowie zwei an den französischen König Heinrich III. gerichtete Sonette einschloss, mit dem sie 1574 sogar eine kurze Verbindung einging.
Die Lettere von Veronica Franco standen von 1590 bis 1596 kurzzeitig auf dem Index Librorum Prohibitorum.

## Filme
Der Film Gefährliche Schönheit – Die Kurtisane von Venedig unter der Regie von Marshall Herskovitz aus dem Jahr 1998 hat das Leben Veronica Francos zum Thema. Die Hauptrollen spielen Catherine McCormack als Veronica Franco und Rufus Sewell als Marco Venier.